# Antoine Védrenne
Antonie Védrenne, detto Erneste (Castillon-la-Bataille, 17 settembre 1878 – Castillon-la-Bataille, 13 gennaio 1937), è stato un canottiere francese.
Partecipò all'Olimpiade 1900 di Parigi nella gara di due con, in cui vinse la medaglia di bronzo assieme a Carlos Deltour e al timoniere Paoli.

## Palmarès
| Anno | Manifestazione | Sede   | Evento                | Risultato | Note |
| ---- | -------------- | ------ | --------------------- | --------- | ---- |
| 1900 | Olimpiadi      | Parigi | Canottaggio - Due con | Bronzo    |      |